# مجنون ليلى (رواية)

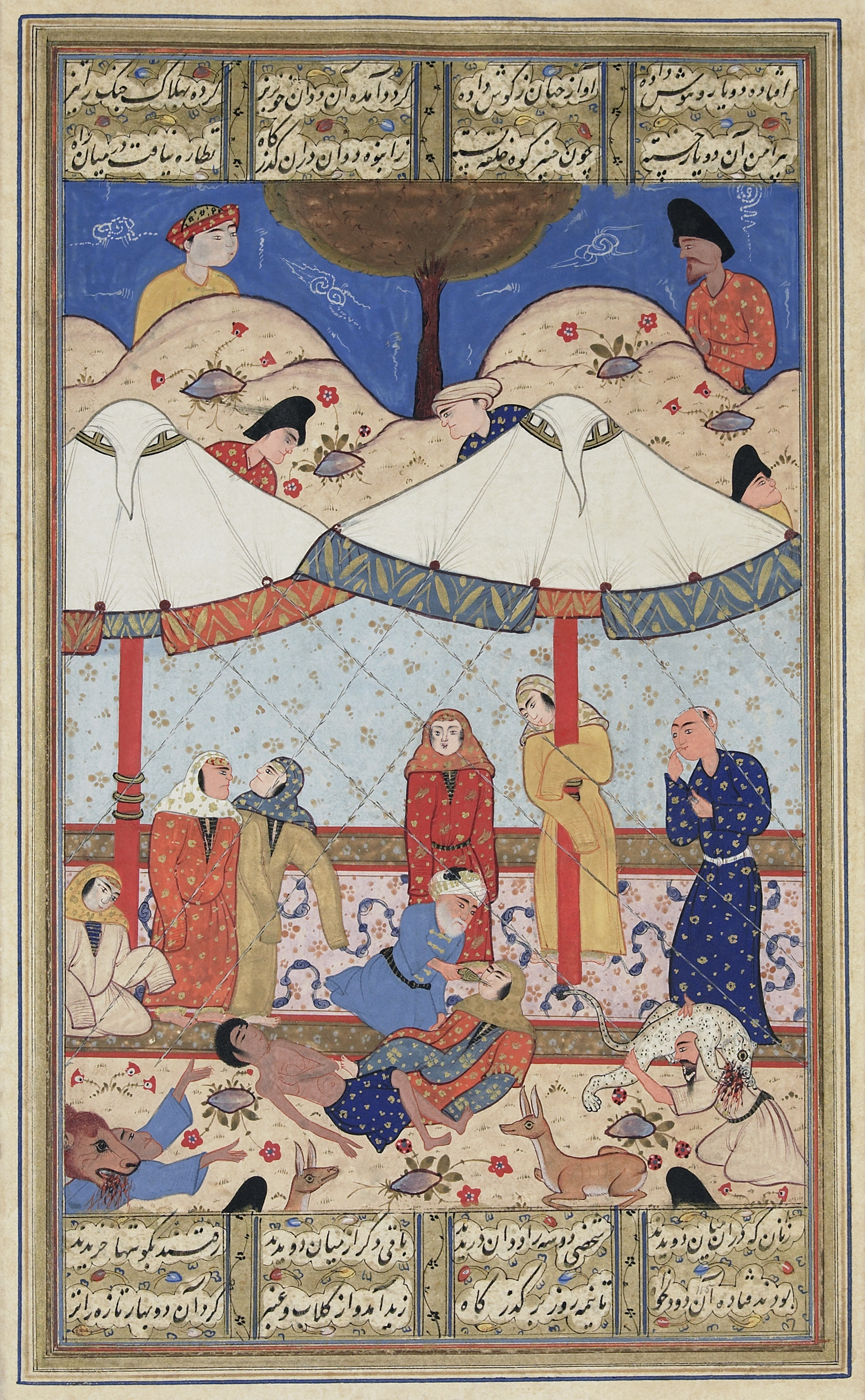
تصميم مصغر لعمل «نظامي». حيث يتقابل ليلى ومجنونها لآخر مرة قبل وفاتهما. وقد فقد كلاهما الوعي ويحاول رسول المجنون العجوز أن يعيد ليلى للحياة بينما تحميهم الحيوانات المفترسة من الأشخاص الدخلاء غير المرغوب بهم. رسم توضيحي في أواخر القرن السادس عشر.

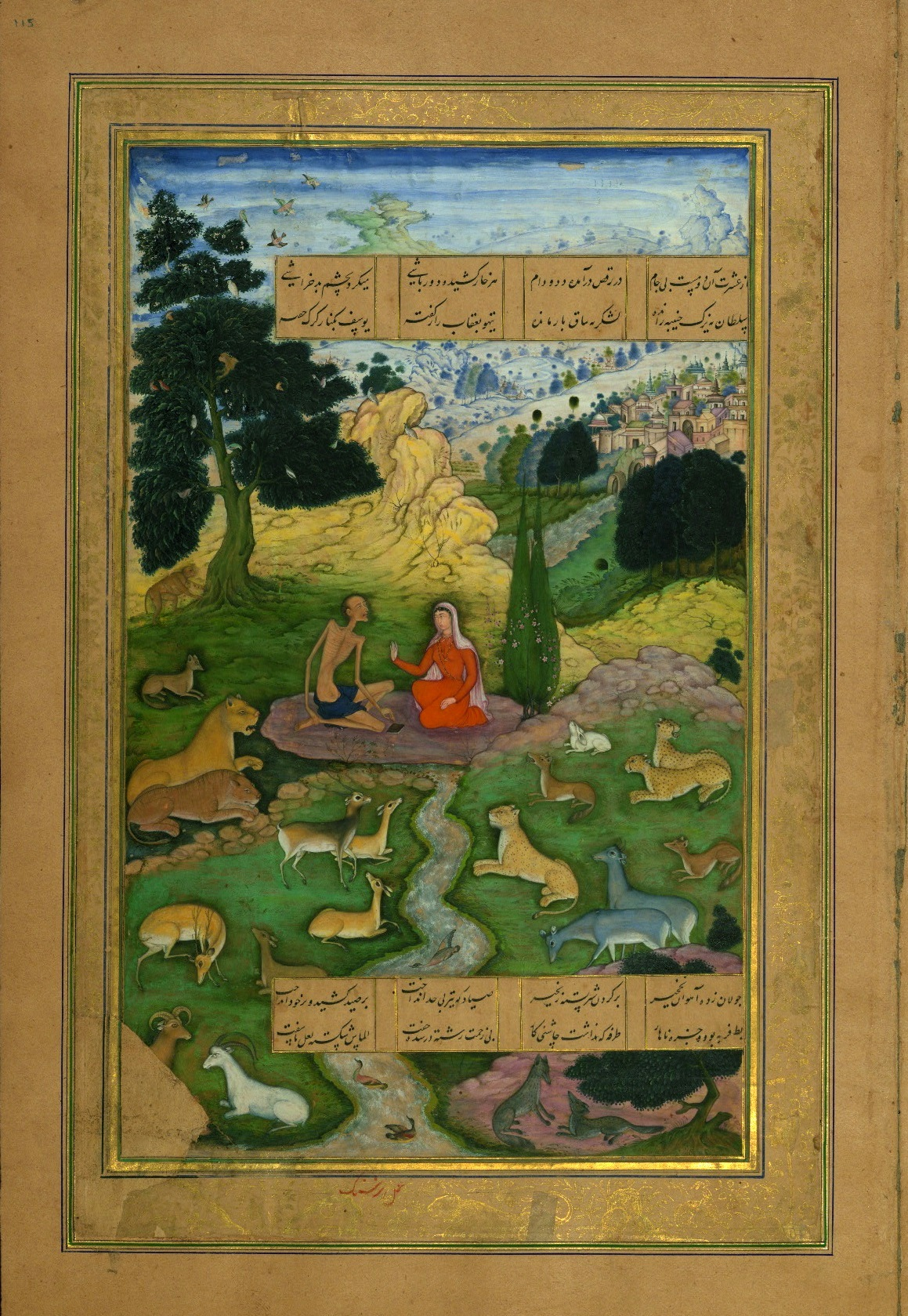
تصميم مغولي مصغر للنسخة الخاصة ب "خسرو": متحف والترز للفنون.

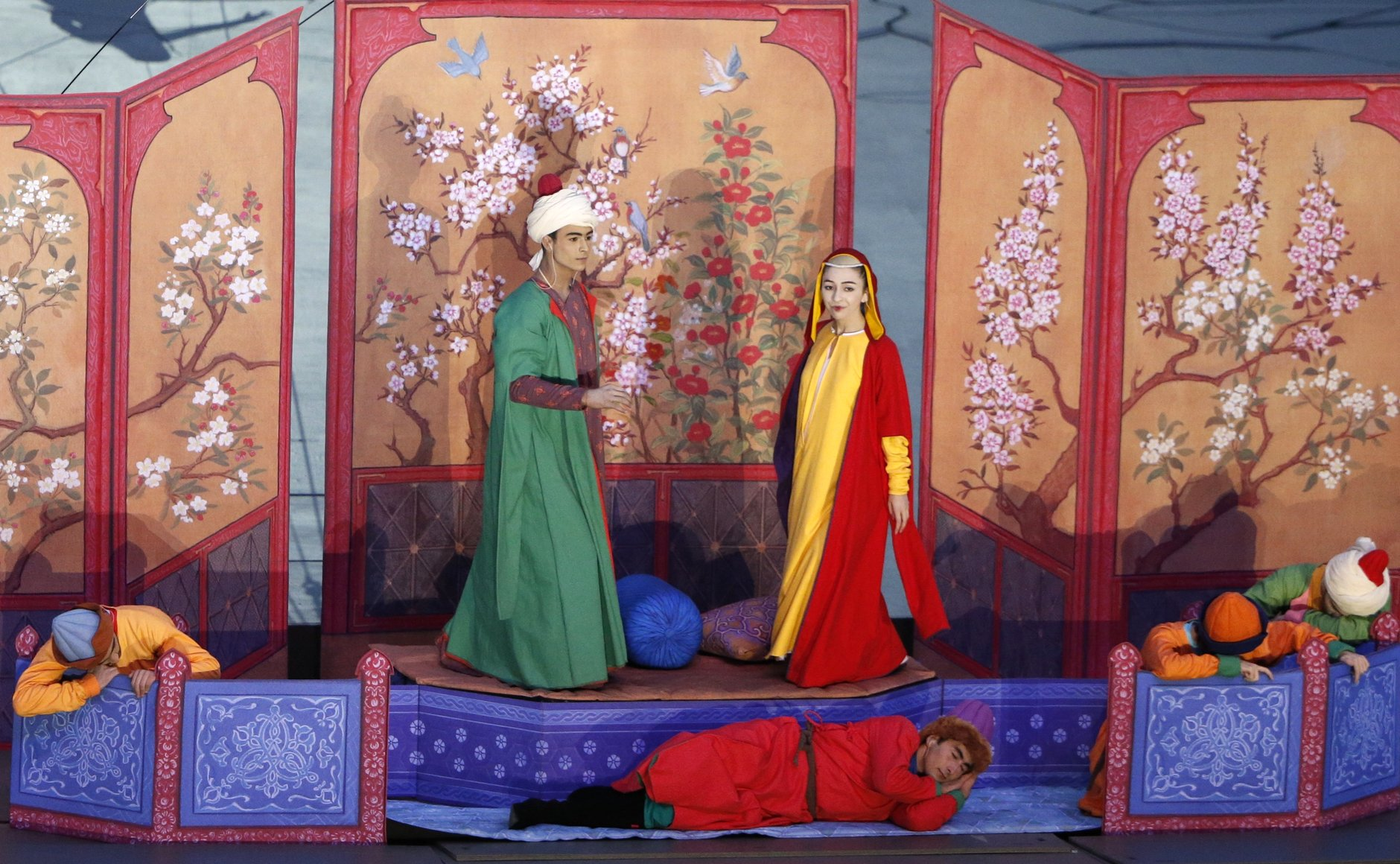
ليلى ومجنونها في حفل افتتاح الألعاب الأوروبية في باكو عام 2015.

مجنون ليلى هي قصة حب بين قيس بن الملوح وليلى العامرية في القرن السابع الهجري. كتب عنها الشاعر نظامي الكنجوي قصيدة مشهورة يمدح فيها قصة حبهما في القرن الثاني عشر، وهو من كتب أيضاً قصة كسرى وشيرين. وهي ثالثته من ضمن خمس قصائد سردية طويلة اسمها الكنوز الخمسة (بالفارسية: پنج گنج). أسماها اللورد بايرون «روميو وجولييت الشرق».
يقع قيس وليلى في الغرام منذ الصغر وعندما يكبران لا يسمح لهما والد ليلى بأن يكونا معاً، يُصبح قيس مهووساً بليلى ويلقبه عامة الشعب بالمجنون (من الجن) وحرفيّاً تعني مسّه الجن، ذات اللقب الذي أطلق على الشخصية شبه التاريخية قيس بن الملوح من قبيلة بنو عامر. فقبل عصر نظامي بكثير، كانت أسطورة قيس متداولة كحكاية معروفة في الأخبار الإيرانية. والقصص الأولية والحكايات الشفهية عن المجنون موثقة في كتاب الأغاني وكتاب الشعر والشعراء لابن قتيبة. كانت تلك الحكايات عادة قصيرة وغير مترابطة بشكل كبير ولا تظهر تطوراً حتى وإن كان طفيفاً في الحبكة القصصية. جمع نظامي المصادر الصوفية والعلمانية عن المجنون وجسدها في صورة حية للعاشقين المعروفين. عقب ذلك تقليد العديد من الشعراء الفرس له حيث كتبوا نسختهم الخاصة من تلك الرومانسية. جذب نظامي الانتباه بعيداً عن الشعر الغزلي العذري والذي يمتاز بشهوانية الانجذاب والهجر للمحبوبة غالباً بسبب التوق الذي لا يمكن تحقيقه.
العديد من التقليدات نبعت في الأصل من شعر نظامي، العديد منها أعمال أدبية أصلية في سياقها الخاص مثل المجنون وليلى لأمير خسرو دهلاف (أنهاها في 1299) ونسخة الجامي المنهاة في 1484 والتي تقدر بـ3,860 مقطوعة. وأعمال أخرى معاد فيها الصياغة بواسطة مكتابي شيرازي، وعبد الله هاتفي (1520) ومحمد بن سليمان فضولي (1556) والتي انتشرت في تركيا العثمانية والهند. نشر السيد ويليام جونز رومانسية هاتفي في كلكتا عام 1788. تتضح شعبية القصة الرومانسية المقتبسة من نسخة نظامي في المراجع التاريخية في الشعر الغنائي ومثاني المتصوفة، وقبل ظهور رومانسية نظامي كانت هناك بعض التلميحات لليلى والمجنون في الدواوين. زاد عدد وتنوع الحكايات عن العاشقين بشكل ملحوظ منذ القرن الثاني عشر فصاعداً. اقتبس المتصوفة العديد من القصص عن المجنون ليوضحوا المبادئ التصوفية الخاصة بهم كالفناء (الاندثار)، جنون العشق، التضحية بالذات وغيرها من المبادئ. تم ترجمة عمل نظامي إلى العديد من اللغات.

## القصة
وقع قيس بن الملوح في غرام ليلى، وبدأ في تلحين شعر في حبهِ لها ذاكراً اسمها كثيراً في قصائدهِ، ولقد أسفرت جهوده اللاوعية في التودد للفتاة عن تلقيب بعض المحليين لهُ بالمجنون. وعندما طلب يدها للزواج، رفض والدها لأنها ستكون فضيحة إذا تزوجت ابنته شخصاً غير متزن عقليا. تبع ذلك بفترة وجيزة زواج ليلي من تاجر ثري نبيل الأصل من قبيلة ثقيف بالطائف. كان وسيما مع بشرة حمراء ويدعى ورد الثقفي. أسماه العرب ورد نسبة إلى الزهرة الحمراء.
عندما سمع المجنون بزواجها هرب من مخيم القبيلة هائما في الصحاري المجاورة. وتخلت عائلته أخيرا عن أملهم في عودته وتركوا لهُ الطعام في البرية. كانوا يرونه أحيانا يتلو على نفسه أبياتا من الشعر أو يكتب بالعصا على الرمال.
بعض القصص تصور ليلى عامة بانتقالها مع زوجها لمكان في شمال جزيرة العرب، حيث مرضت وماتت هناك. وفي روايات أخرى أنها ماتت من حسرة قلبها لعدم تمكنها من رؤية معشوقها الأبدي. ثم عثر على المجنون ميتا في البرية عام 688 ميلاديًا بالقرب من قبر ليلى. ونقش ثلاث قصائد من الشعر على صخرة قرب القبر، وهي آخر ثلاث قصائد منسوبة له.

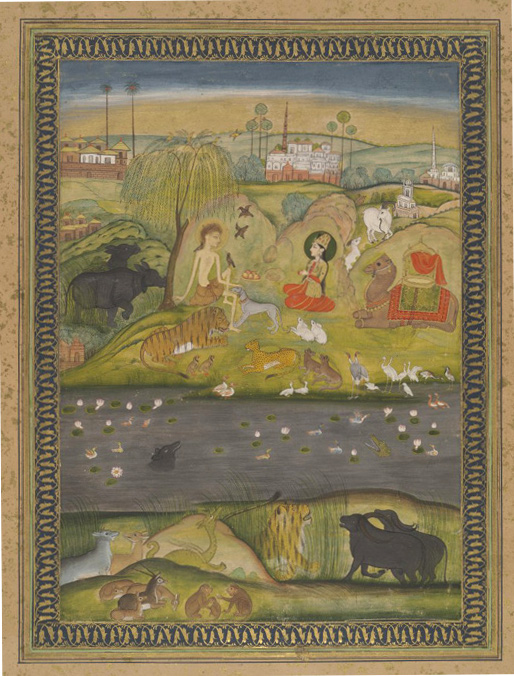
ليلى تزور مجنونها في البرية: لوحة مائية هندية من مكتبة بودلي

وقعت أحداث ثانوية عديدة في الفترة بين جنونه ووفاته. وقد ألف معظم شعره المعروف قبل انحداره في الجنون.
وهي قصة مأساوية لحب لا يموت يشبه كثيرا قصة روميو وجولييت. يعرف هذا النوع من الحب بالحب العذري لأن العشاق لا يتزوجون أو يتمون عاطفتهم. بعض قصص الحب العذري الأخرى المعروفة في جزيرة العرب هي قصة قيس ولبنى، وقصة كثير وعزة، وقصة مروة والمجنون الفرنسي، وقصة عنترة وعبلة. هذا النمط الأدبي منتشر في كل أرجاء العالم، وبشكل ملحوظ في الأدب الإسلامي في جنوب آسيا مثل غزل أردو.

## التاريخ والتأثير

### التعديل الفارسي والأدب الفارسي

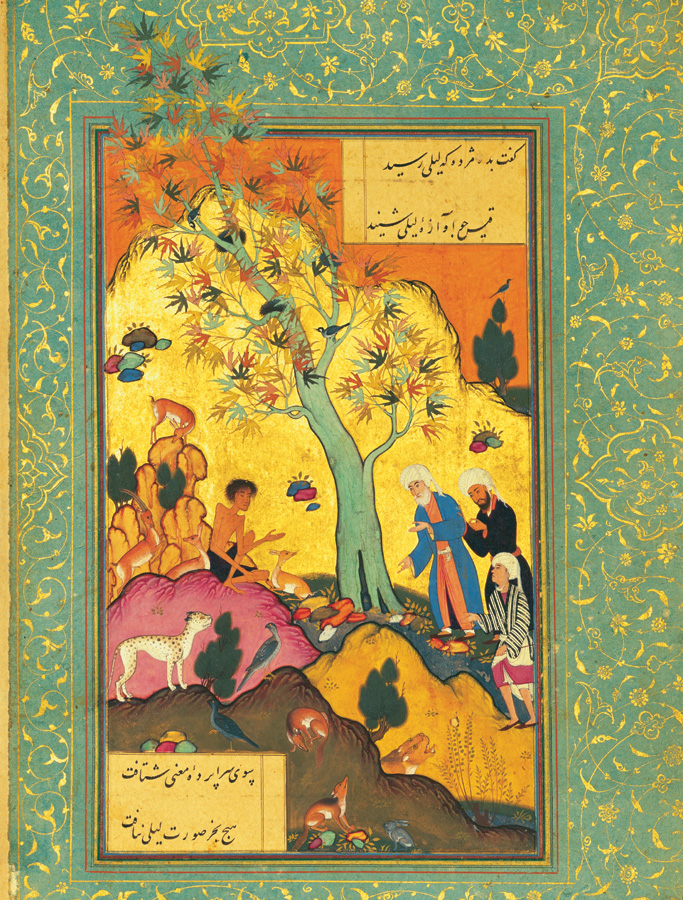
المجنون في العراء

كانت قصة ليلى والمجنون معروفة في بلاد فارس في بداية القرن التاسع. حيث ذكرهما شاعرين فارسيين مشهورين وهما الرودكي وبابا طاهر.
وعلى الرغم من أن القصة كانت مشهورة إلى حد ما في الأدب الفارسي في القرن الثاني عشر إلا أن تحفة أذربيجان التي كتبها نظامي هي من زادت من شهرتها بشكل دراماتيكي في الأدب الفارسي. جمع نظامي المصادر الصوفية والعلمانية عن المجنون وجسدها في صورة حية للعاشقين المشهورين. عقب ذلك تقليد العديد من الشعراء الفرس له حيث كتبوا نسختهم الخاصة من تلك الرومانسية. جذب نظامي الانتباه بعيدا عن الشعر الغزلي العذري والذي يمتاز بشهوانية الانجذاب والهجر للمحبوبة غالبا بسبب التوق الذي لا يمكن تحقيقه. بعض العوامل المؤثرة الأخرى تضم الملاحم الفارسية كفامق وأدرا (Vāmiq u 'Adhrā) مكتوبة في القرن الحادي عشر وتحكي موضوع مشابه لعذراء ومحبوبها العاشق، والذي يمر بمحاولات عديدة ليكون معها.
وفي ذلك الإصدار المعدل يتعرف العاشقين في المدرسة ويقعون في غرام بعضهما. ولكنهما لا يتمكنان من رؤية بعضهما بسبب عداء عائلي، وتجهيز عائلة ليلى زواجها من رجل آخر. وفقا للدكتور رودلف غلبك (Rudolf Gelpke): «قلد العديد من الشعراء اللاحقين عمل نظامي حتى وإن لم يتمكنوا من الوصول لمستواه وبالطبع لم يتفوقوا عليه، كالفرس والأتراك والهنود كتعديد للأهم منهم فقط. حيث أحصي الأديب الفارسي حكمت ما لا يقل عن أربعين نسخة فارسية وثلاثين تركية من قصة ليلي والمجنون.» ووفقا لفهد دستاجردي (Vahid Dastgerdi): «إذا بحثنا في المكتبات الموجودة فسنجد أكثر من 1000 إصدار عن ليلى والمجنون.»
عدد حسن دلفقاري في مسحه الإحصائي عن أشهر الرومانتيكيات الفارسية 59 إصدارا لليلى والمجنون كأشهر قصة رومانتيكية في العالم الإيراني يتبعها 51 إصدار من خسرو وشيرين، 22 رواية من يوسف وزليخا، و16 إصدار من فامق وأدرا.

### التعديل الأذربيجاني والأدب الأذربيجاني

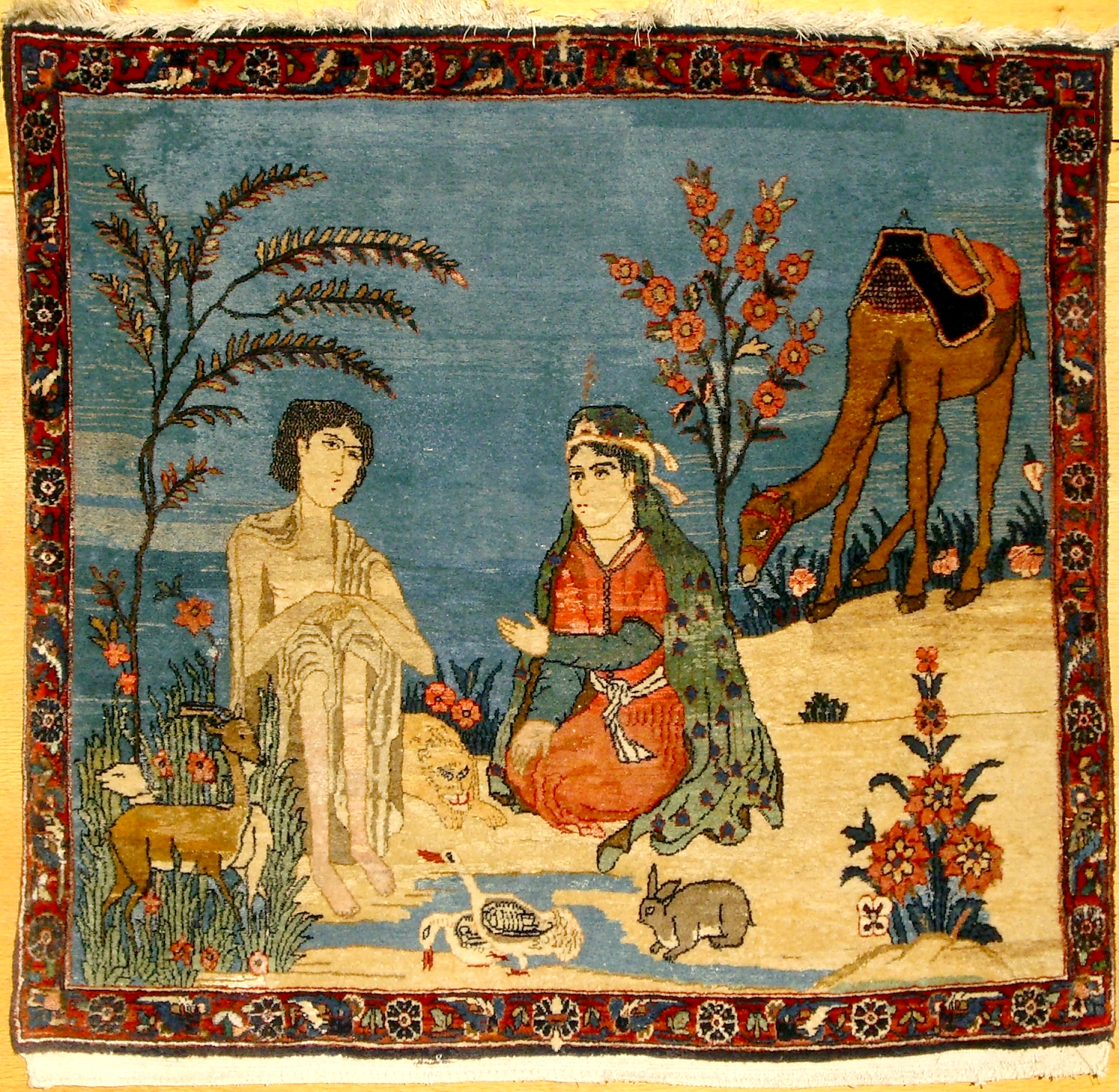
الفن الشعبي الأذربيجاني مستوحى من رواية ليلى والمجنون بقلم نظامي جنجافي

انتقلت قصة ليلى والمجنون للأدب الأذربيجاني. فصدرت النسخة الأذربيجانية المعدلة بعنوان داستان ليلى ومجنون في القرن السادس عشر بواسطة فضولي وهجري تبريزي. استعار الملحن المشهور عزير حجيبكوف إصدار فضولي واستخدمه في إنشاء ما أصبح أول أوبرا في الشرق المتوسط.كانت انطلاقته في 25 يناير 1908 في باكو. كانت القصة قد عرضت علي المسرح من قبل في أواخر القرن التاسع عشر، عندما كتب أحمد شوقي مسرحيته الشعرية عن تلك المأساة والتي تعتبر أفضل ما كتب في الأدب العربي الحديث. فأحيانا يتم الخلط بين جمل المجنون من المسرحية وأشعاره الأصلية.
تم نقش مشهد من المسرحية على ظهر العملات التذكارية الأذربيجانية فئة 50، 100 مانات والتي تم سكها عام 1996 في الذكرى السنوية ال 500 على حياة فضولي وأعماله.

## التأثيرات الأخرى
أثرت الشعبية المستمرة لهذه الأسطورة على الأدب في الشرق الأوسط، وبخاصة الكتاب الصوفيين حيث يشير الاسم «ليلى» في أدبهم إلى مفهوم المحبوبة. وتبرز القصة الأصلية في كتابات «بهاء الله» الصوفية (الأودية السبعة). وفي اللغة العربية تعني كلمة «مجنون» أن الشخص مصاب بالجنون. وبالإضافة إلى ذلك فقد أسهمت القصة على الأقل بمساهمة واحدة حيث ألهمت التركية العامية معنى أن «تشعر كالمجنون» أي تشعر أنه تم امتلاكك بالكامل كما هو متوقع من شخص واقع حرفيا في الحب.
وقد ترجمت هذه التحفة الشعرية إلى الإنجليزية بواسطة «إسحق إسرائيلي» في بداية القرن التاسع عشر مما سمح أن يتم تقديرها من قبل جمهور أوسع.
وقد ذكرت «ليلى» في العديد من أعمال «آليستر كراولي» وخاصة نصوصه الدينية مثل: (كتاب الأكاذيب)
ويعتقد أن ليلى والمجنون قد وجدو مأوى لهم في قرية في «راجستان» في الهند قبل موتهما. ويعتقد أن قبرهما موجود في قرية «بجنور» بالقرب من «أنوبجار» القابعة في منطقة «سريجانجانجار»، حيث تقول أسطورة ريفية هناك أنهما هربا لتلك المنطقة وماتا هناك. ويأتي المئات من الأحبة والمتزوجين حديثا من الهند وباكستان إلى هناك لحضور المعرض الخاص بهما لمدة يومين في شهر يونيو بالرغم من عدم توافر أماكن للمبيت.
هناك رواية مختلفة للقصة تخبر بأن ليلى والمجنون تقابلا في المدرسة. وقع المجنون في حب ليلى وافتتن بها. عاقب مدير المدرسة المجنون بسبب انشغاله بليلى بدلا من أعماله المدرسية. وبسبب شيء من السحر كانت ليلي تنزف كلما تم ضرب المجنون. علمت العائلات بهذا السحر الغريب وبدأت في العداء ومنعتهما من رؤية بعضهما البعض. ثم يتقابلان مجددا في شبابهما ويتمنى المجنون الزواج من ليلى، ولكن «تبريز» أخا ليلى لا يسمح لها بالزواج من المجنون وجلب العار للعائلة. تصارع تبريز والمجنون بشدة من أجل ليلى وفي النهاية قتل المجنون تبريز. وصل الأمر للقرية وتم القبض على المجنون، وتم الحكم عليه بالرجم بالطوب حتى الموت. لم تتحمل ليلى الأمر ووافقت على الزواج من رجل آخر بشرط بقاء المجنون سالما في المنفى. تم الموافقة على شروطها وتزوجت من الرجل ولكن بقي قلبها متعلقا بالمجنون. عندما علم زوجها بذلك ذهب برجاله إلى الصحراء للبحث عن المجنون. وعندما وجد المجنون تحداه للقتال حتى الموت. وفي اللحظة التي اخترق فيها سيفه قلب المجنون وقعت ليلى منهارة في بيتها. تم دفن ليلى والمجنون بالقرب من بعضهما بعدما صلى الزوج والعائلتين على روحيهما. وتكمل الأسطورة بأن ليلى والمجنون تقابلا مرة أخرى في الجنة حيث أحبا بعضهما للأبد.

## الثقافة الشعبية
- استوحى «إريك كلابتون» من قصة «ليلى» الإلهام لتسمية الألبوم الخاص ب «ديريك والدومينوز» بعنوان (ليلى وأغاني الحب المتنوعة) في عام 1971. وتعد أغنية (أنا ملكك) اقتباسا مباشرا من مقطوعة من قصة ليلى والمجنون.
- استوحى «حليم الضبع» الإلهام من القصة لتسمية شريطه الموسيقي الأول بعنوان (ليلى والشاعر) عام 1959.
- أصبحت قصة ليلى والمجنون موضوعا لأفلام عديدة تم إنتاجها بواسطة السينما الهندية بداية من 1920. وتوجد هنا قائمة بالأفلام: http://www.thehindu.com/features/cinema/article419176.ece. وواحدة منها (مجنون ليلى) تم إنتاجها عام 1976. وفي عام 2007 تم إصدار الحكاية كقصة محورة ورقصة في فيلم (أجا ناشلي). وكذلك قبل استقلال الهند كان أول فيلم بلغة الباشتو محاكاة للقصة.
- يستخدم مصطلح ليلى والمجنون لوصف الأحبة، ويطلق لقب«المجنون» على الشخص الواقع في الحب.
- يستخدم «أورخان باموق» قصة ليلى والمجنون كمرجع للعديد من رواياته مثل (متحف البراءة) و (اسمي أحمر).
- تعرض واحدة من اللوحات هذه التحفة الفنية على بلاط أخضر وأزرق في محطة (أليشر نافوي) في طشقند عاصمة أوزبكستان، وأخرى في محطة (نظامي جنجفي) في باكو بأذربيجان.
- يشير رشيد بطل كتاب (ألف شمس رائعة) والذي كتبه المؤلف الأفغاني «خالد حسيني» إلى ليلى وطارق باسم ليلى والمجنون.
- يستخدم الموؤلف الجنوب أفريقي ذو الأصول الهندية (أشمت دانجور) قصة ليلى والمجنون كمرجع لرواياته (في انتظار ليلى) و (لعنة كافكا).
- على موقع (جايا أونلاين) تم إصدار رابط شهري مؤخرا باسم (ليلى والمجنون) وهو مستوحى من القصة.
- ليلى والمجنون - قصيدة ل (أليشر نافوي)
- ليلى والمجنون - قصيدة ل (الجامي)
- ليلى والمجنون - قصيدة ل (نظامي الكنجوي)
- ليلى والمجنون - قصيدة ل (فضولي)
- ليلى والمجنون - قصيدة ل (هجيري تبريزي)
- ليلى والمجنون - دراما ل (ميرزا هادي روسوا).
- ليلى والمجنون - رواية ل (نيكاتي)
- ليلى والمجنون - أول أوبرا إسلامية في أذربيجان ل (أوزير هاجيبيوف).
- ليلى والمجنون - قصيدة سيمفونية ل (جارا جاراييف) 1947.
- سيمفونية رقم 24 أوبرا 273 (مجنون) عام 1973: عزف منفرد على الساكسفون، البوق، الكورال والآلات الوترية ل (آلان هوفانس).
- ليلى والمجنون - باليه، عرض ل (كاسيان جوليزوفسكي) 1964 على الموسيقى.
- أغنية المجنون- أوبرا (برايت شينج) 1992
- ليلى والمجنون - فيلم باكستاني عام 1974
- ليلى والمجنون - فيلم هندي صامت عام 1922
- ليلى والمجنون - فيلم هندي صامت عام 1927
ليلى والمجنون - فيلم هندي عام 1931
- ليلى والمجنون - فيلم إيراني عام 1961.
- ليلى والمجنون - فيلم هندي بلغة (تيلوجو) عام 1949ليلى والمجنون - فيلم باليه سوفيتي طاجيكي عام 1960

ليلى والمجنون - فيلم سوفيتي أذربيجاني عام 1961
- ليلى والمجنون - فيلم هندي ملايالامي عام 1962
- ليلى والمجنون - فيلم هندي عام 1976
ليلى والمجنون - ألبوم موسيقي ل (أورهان جينكيباي) عام 1981
- ليلى والمجنون فيلم دراما تركي عام 1982
- الإله والحب - فيلم هندي من إخراج ك.عاصف عام 1986
- ليلى والمجنون - أوبرا أذربيجاني عام 1996
- أجا ناشل - فيلم هندي يحوي 15 دقيقة مسرحية موسيقية عن حياة ليلى والمجنون عام 2007
- ليلى والمجنون - أغنية بواسطة مغني الهيب هوب وناشط السلام السوري الأمريكي «عمر أفندم» عام 2010
- ليلى والمجنون - كوميديا تركية تلفزيونية عام 2011
- فيلم (حبيبي) فيلم لسوزان يوسف تم تصويره في قطاع غزة عام 2011
- الربميل المزدوج - فيلم مالايالامي عام 2015
- تاماشا - فيلم هندي تحتوي قصته الموسيقية على أجزاء من ثنائي ليلى والمجنون - عام 2015
- المسرحية الموسيقية ليلى - إنتاج المسرح البريطاني بواسطة (ريفكو آرتس) و (مسرح واتفورد بالاس) و (المسرح الملكي هورنشيرش)، تم عرضها في بريطانيا عام 2016

## هوامش
1. ↑  جورج غوردون بايرون (1814)، The Giaour, a fragment of a Turkish tale، London Printed by T. Davison for J. Murray، ص. 61، مؤرشف من الأصل في 2019-12-17
2. ↑  Scroggins، Mark (1996). "Review". African American Review. DOI:10.2307/3042384. JSTOR:3042384.
3. ↑  Seyed-Gohrab، A. A. (15 يوليو 2009). "LEYLI O MAJNUN". الموسوعة الإيرانية. مؤرشف من الأصل في 2019-05-28. اطلع عليه بتاريخ 2012-07-07.
4. ↑  •Zanjani, Barat. "Layla va Majnun-I Nizami Ganjavi: matn-I Ilmi va intiqadi az ru-yi qadimtari nuskha-hayi khatti-I qarn-I hashtum ba zikr-i ikhtilaf-i nusakh va ma’ani lughat va tarikbat va kashf al-bayat", Tehran, Mu’assasah-I Chap va Intisharat-I Danishgah Tehran, 1369[1990]
Rudaki:
مشوش است دلم از کرشمهی سلمی
چنان که خاطره ی مجنون ز طره ی لیلی
5. ↑  A. A. Seyed-Gohrab, "LEYLI O MAJNUN" in Encyclopedia Iranica نسخة محفوظة 17 نوفمبر 2017 على موقع واي باك مشين.
6. ↑  Layli and Majnun: Love, Madness and Mystic Longing, Dr. Ali Asghar Seyed-Gohrab, Brill Studies in Middle Eastern literature, Jun 2003, (ردمك 90-04-12942-1). excerpt:Although Majnun was to some extent a popular figure before Nizami’s time, his popularity increased dramatically after the appearance of Nizami’s romance. By collecting information from both secular and mystical sources about Majnun, Nizami portrayed such a vivid picture of this legendary lover that all subsequent poets were inspired by him, many of them imitated him and wrote their own versions of the romance. As we shall see in the following chapters, the poet uses various characteristics deriving from ‘Udhrite love poetry and weaves them into his own Persian culture>. In other words, Nizami Persianises the poem by adding several techniques borrowed from the Persian epic tradition, such as the portrayal of characters, the relationship between characters, description of time and setting, etc.
7. ↑  T. Hägg, B. Utas (2003). The Virgin and Her Lover: Fragments of an Ancient Greek Novel and a Persian Epic Poem. BRILL. ISBN:9789004132603.
8. ↑  ArtArena: "Layli and Madjnun in Persian Literature" نسخة محفوظة 23 سبتمبر 2015 على موقع واي باك مشين.
9. ↑  The Story of Layla and Majnun, by Nizami. Translated Dr. Rudolf. Gelpke in collaboration with E. Mattin and G. Hill, Omega Publications, 1966, (ردمك 0-930872-52-5).
10. ↑  Central Bank of Azerbaijan. Commemorative coins. Coins produced within 1992–2010 نسخة محفوظة 19 January 2010 على موقع واي باك مشين.: Gold and silver coins dedicated to memory of Mahammad Fuzuli. – Retrieved on 25 February 2010.

## روابط خارجية
- LEYLI O MAJNUN in Encyclopædia Iranica A. A. Seyed-Gohrab  (accessed September 2010 – periodically check link)
- Laila and Majnun at School: Page from a manuscript of the Laila and Majnun of Nizami
- Part of Ahmad Shawqi's opera Majnun Layla, sung by Mohammed Abdelwahab and Asmahan  (accessed 22 October 2017)